# ميخائيل كووغان
ميخائيل كووغان (بالإنجليزية: Michael D. Coogan)‏ هو محاضر بريطاني، ولد في 30 يوليو 1942 في المملكة المتحدة.